# El viejo y el mar (película de 1999)
El viejo y el mar es una película de animación de Aleksandr Petrov.
El viejo de mar está pasando por una mala racha porque hace unos 84 días que no captura ningún pez. Todo los habitantes del pueblo se burlan de él menos un niño. Pero un día van a cambiar su mal suerte...
Un viejo pescador cubano, Santiago, sale a la mar todos los días, aunque la mala suerte le persigue y no consigue regresar con una buena captura. Una mañana sale a navegar en su pequeña barca y, mientras espera con el cebo en el agua, un pez, aparentemente enorme, pica el anzuelo. A partir de ahí se entabla una durísima lucha entre el viejo pescador, que apenas puede contener al animal en su minúscula embarcación, y el pez. Tras un enorme esfuerzo, Santiago consigue capturarlo, pero en el regreso a casa los tiburones devoran a la presa del pescador.
La descripción de los tres días que el marinero permanece en alta mar, perdido, peleando con el animal y desafiando las fuerzas de la naturaleza, es de una épica muy poco común. E igualmente importante es ese desenlace, esa derrota última que la propia naturaleza le inflige, como si de un castigo divino se tratara.

## Comentarios
Películas basada en la novela homónima de Ernest Hemingway.

## Premios

### Oscar 1999
| Categoría                     | Persona          | Resultado |
| ----------------------------- | ---------------- | --------- |
| Mejor cortometraje de animado | Aleksandr Petrov | Ganador   |